# 坪井慶介
坪井 慶介（つぼい けいすけ、1979年9月16日 - ）は、東京都多摩市出身の元プロサッカー選手、サッカー解説者、タレント。現役時代のポジションはディフェンダー（DF）。元日本代表。

## 経歴
鶴牧サッカークラブ、東京小山FC、付知町立付知中学校、三重県立四日市中央工業高等学校から福岡大学を経て、2002年に浦和レッズに入団。同年のフェアプレー賞と新人賞を受賞。翌年にはベストイレブンに選出された。
2003年には日本代表にも招集。花王・「メンズビオレ」、カブドットコム証券などCMにも出演した。ナビスコカップ決勝で、前半終了間際にヘディングの競り合いでエメルソンと衝突し医務室に担ぎ込まれ、瞼の上を15針縫う大怪我を負うも強行出場し優勝に貢献した。
2004年7月9日に行われたキリンチャレンジカップスロバキア戦で、左ハムストリングの腱及び筋肉断裂の重症を負った。
2006 FIFAワールドカップ日本代表にも選ばれたが、予選グループ第1戦のオーストラリア戦で試合中に足がつり、途中退場した。W杯後のトリニダード・トバゴ戦でも足の同じ所をつり、途中退場した。
2007年以後代表戦での出場が少なくなり、2008年2月8日、所属チームに専念するためサッカー日本代表からの引退を宣言した。2008年はシーズン開幕後、失点に繋がるミスを連発するなど中々調子が上がらず、また負傷なども重なり堤俊輔にポジションを奪われた時期があったが、夏場以降調子を上げ本来のプレーを取り戻したため、再びレギュラーを奪取。2009年も4バックにシステム変更がされたが、センターバックのレギュラーを守り続けた。
2010年は序盤戦は山田暢久とセンターバックのコンビを組み、負傷で離脱していた新加入のスピラノビッチが復帰した後もレギュラーを確保していたが、J1第18節名古屋グランパス戦で失点に繋がるミスをし、その後しばらくはスピラノビッチと山田暢久のコンビにポジションを奪われた。しかし、スピラノビッチがJ1第24節アルビレックス新潟戦で再度負傷して離脱したため再びレギュラーとしてプレーすることとなった。
2011年、故障から復帰したスピラノビッチ、新潟から加入した永田充、そして山田暢久に続く4番手のセンターバックの座に甘んじ、シーズン開幕当初はベンチ入りすら出来ない状態に陥ってしまう。大原サッカー場で行われた練習試合ではサイドバックで出場していた。J1第16節清水エスパルス戦でようやくシーズン初出場を果たしたが、序盤に先制点を許したこともあり、前半途中で原一樹と交代した。その後もベンチ入りすら出来ない状態が続いていたが、監督が堀孝史に交代した後はレギュラーのセンターバックに復帰し、チームのJ1残留に貢献した。
2012年、ミハイロ・ペトロヴィッチが就任すると、ペトロビッチ独自のフォーメーションで3バックの右のストッパーを務め、代役がいない事情も重なり、前年の鬱憤を晴らすように充実のパフォーマンスを披露。2005年以来の33試合に出場し、チームのACL出場権獲得に貢献した。
2013年、宮崎キャンプ中の怪我で出遅れる。3月30日に行われたJ1第4節新潟戦で怪我から復帰しベンチメンバーに入ると、ACL全北現代モータース戦で怪我の永田充の代わりに先発起用された。しかし、怪我の影響か思ったプレーが出来ずに後半66分に興梠慎三と代わると、J1第5節ジュビロ磐田戦からは那須大亮がセンターバックで起用されたこともあり、公式戦12試合の出場に留まった。
2014年シーズンをもって契約満了となり浦和を退団、12月12日湘南ベルマーレに加入することが発表された。湘南での出場機会は3年間でリーグ戦28試合にとどまったものの、ピッチ内外の姿勢は、遠藤航や菊池大介、岡本拓也といった若手守備陣の“良き手本”となった。
2017年シーズンをもって契約満了となり、湘南を退団することが2017年11月22日に発表された。12月15日、レノファ山口FCに完全移籍することが発表された。前年のチームの守備の立て直しを期待され、1年目は23試合に出場し、チームも最高順位の8位になった。だが2年目は楠本卓海・菊池流帆・ドストンという若手選手にレギュラーの座を譲る試合も多く、2019年11月7日に同シーズン限りでの現役引退を発表した。
現役引退を機にサッカーの現場から距離を置くことを考えており、現在はサッカー解説の一方でタレントとしても活動している。現役時代にエージェント契約を結んでいた「SARCLE」がタレント活動の窓口となっている。
2023年、KONAMIにより設立されたインフルエンサーサッカーチームであるWINNER'Sを倒すという名目のもと、お笑いサッカーチームSMILERSのコーチに参入。坪井コーチ就任シーズンのSMILERSは成績不振のためReelZ LEAGUE最下位に終わったが、ReelZ LEAGUE終了後の現在でも坪井コーチらとともに活動を続けている。SMILERSとしては3季目となる2024-25シーズンは、ソサイチ大会で優勝するため坪井コーチらとともにチーム強化を進めている。

## 個人成績
| 国内大会個人成績 | 国内大会個人成績 | 国内大会個人成績 | 国内大会個人成績 | 国内大会個人成績 | 国内大会個人成績 | 国内大会個人成績 | 国内大会個人成績 | 国内大会個人成績 | 国内大会個人成績 | 国内大会個人成績 | 国内大会個人成績 |
| 年度             | クラブ           | 背番号           | リーグ           | リーグ戦         | リーグ戦         | リーグ杯         | リーグ杯         | オープン杯       | オープン杯       | 期間通算         | 期間通算         |
| 年度             | クラブ           | 背番号           | リーグ           | 出場             | 得点             | 出場             | 得点             | 出場             | 得点             | 出場             | 得点             |
| 日本             | 日本             | 日本             | 日本             | リーグ戦         | リーグ戦         | リーグ杯         | リーグ杯         | 天皇杯           | 天皇杯           | 期間通算         | 期間通算         |
| ---------------- | ---------------- | ---------------- | ---------------- | ---------------- | ---------------- | ---------------- | ---------------- | ---------------- | ---------------- | ---------------- | ---------------- |
| 1999             | 福岡大           | 3                | -                | -                | -                | -                | -                | 3                | 0                | 3                | 0                |
| 2002             | 浦和             | 20               | J1               | 30               | 0                | 8                | 0                | 1                | 0                | 39               | 0                |
| 2003             | 浦和             | 2                | J1               | 30               | 1                | 11               | 0                | 1                | 0                | 42               | 1                |
| 2004             | 浦和             | 2                | J1               | 14               | 0                | 0                | 0                | 1                | 0                | 15               | 0                |
| 2005             | 浦和             | 2                | J1               | 33               | 0                | 2                | 0                | 5                | 0                | 40               | 0                |
| 2006             | 浦和             | 2                | J1               | 27               | 0                | 1                | 0                | 2                | 0                | 30               | 0                |
| 2007             | 浦和             | 2                | J1               | 31               | 0                | 0                | 0                | 1                | 0                | 32               | 0                |
| 2008             | 浦和             | 2                | J1               | 21               | 0                | 6                | 0                | 2                | 0                | 29               | 0                |
| 2009             | 浦和             | 2                | J1               | 29               | 0                | 7                | 0                | 1                | 0                | 37               | 0                |
| 2010             | 浦和             | 2                | J1               | 31               | 0                | 3                | 0                | 4                | 0                | 38               | 0                |
| 2011             | 浦和             | 2                | J1               | 5                | 0                | 2                | 0                | 3                | 0                | 10               | 0                |
| 2012             | 浦和             | 2                | J1               | 33               | 0                | 1                | 0                | 1                | 0                | 35               | 0                |
| 2013             | 浦和             | 2                | J1               | 7                | 0                | 1                | 0                | 2                | 0                | 10               | 0                |
| 2014             | 浦和             | 2                | J1               | 1                | 0                | 1                | 0                | 1                | 0                | 3                | 0                |
| 2015             | 湘南             | 20               | J1               | 8                | 0                | 6                | 1                | 1                | 0                | 15               | 1                |
| 2016             | 湘南             | 20               | J1               | 15               | 0                | 4                | 0                | 1                | 0                | 20               | 0                |
| 2017             | 湘南             | 20               | J2               | 5                | 0                | -                | -                | 2                | 0                | 7                | 0                |
| 2018             | 山口             | 2                | J2               | 23               | 0                | -                | -                | 1                | 0                | 24               | 0                |
| 2019             | 山口             | 2                | J2               | 5                | 0                | -                | -                | 1                | 0                | 6                | 0                |
| 通算             | 日本             | 日本             | J1               | 315              | 1                | 53               | 1                | 27               | 0                | 395              | 2                |
| 通算             | 日本             | 日本             | J2               | 33               | 0                | -                | -                | 4                | 0                | 37               | 0                |
| 通算             | 日本             | 日本             | 他               | -                | -                | -                | -                | 3                | 0                | 3                | 0                |
| 総通算           | 総通算           | 総通算           | 総通算           | 348              | 1                | 53               | 1                | 34               | 0                | 435              | 2                |

その他の公式戦
- 2006年
  - スーパーカップ 1試合0得点
- 2007年
  - スーパーカップ 1試合0得点

| 国際大会個人成績 | 国際大会個人成績 | 国際大会個人成績 | 国際大会個人成績 | 国際大会個人成績 | FIFA      | FIFA      |
| 年度             | クラブ           | 背番号           | 出場             | 得点             | 出場      | 得点      |
| AFC              | AFC              | AFC              | ACL              | ACL              | クラブW杯 | クラブW杯 |
| ---------------- | ---------------- | ---------------- | ---------------- | ---------------- | --------- | --------- |
| 2007             | 浦和             | 2                | 12               | 0                | 3         | 0         |
| 2008             | 浦和             | 2                | 4                | 0                | -         | -         |
| 2013             | 浦和             | 2                | 2                | 0                | -         | -         |
| 通算             | AFC              | AFC              | 18               | 0                | 3         | 0         |

- 初出場 2002年3月3日対横浜F・マリノス戦（横浜国際総合競技場）
- 初得点 2003年5月17日対ガンバ大阪戦（駒場スタジアム）
  - この年に全公式戦（日本代表戦含む）を通じて行った唯一のシュートが得点となった。なお、2015年のカップ戦で得点を決めるまでこれがプロ唯一の得点であった。

## タイトル

### クラブ
浦和レッズ
- J1リーグ：1回（2006年）
- J1リーグ 2ndステージ：1回（2004年）
- Jリーグカップ：1回（2003年）
- 天皇杯全日本サッカー選手権大会：2回（2005年、2006年）
- FUJI XEROX SUPER CUP：1回（2006年）
- AFCチャンピオンズリーグ：1回（2007年）

湘南ベルマーレ
- J2リーグ：1回（2017年）

### 代表
ユニバーシアード日本代表
- ユニバーシアード：1回（2001年）

### 個人
- Jリーグベストイレブン：1回（2003年）
- Jリーグ新人王：（2002年）
- Jリーグフェアプレー個人賞：1回（2002年）
- Jリーグカップ ニューヒーロー賞：（2002年）

## 代表歴

### 出場大会など
- 2001年夏季ユニバーシアード（サッカー競技）代表
- 2006 FIFAワールドカップ
- AFCアジアカップ2007

### 試合数
- 国際Aマッチ 40試合 0得点（2003-2007）

| 日本代表 | 国際Aマッチ | 国際Aマッチ |
| 年       | 出場        | 得点        |
| -------- | ----------- | ----------- |
| 2002     | 0           | 0           |
| 2003     | 11          | 0           |
| 2004     | 10          | 0           |
| 2005     | 7           | 0           |
| 2006     | 11          | 0           |
| 2007     | 1           | 0           |
| 通算     | 40          | 0           |

### 出場
| No. | 開催日         | 開催都市             | スタジアム                         | 対戦相手         | 結果 | 監督             | 大会                       |
| --- | -------------- | -------------------- | ---------------------------------- | ---------------- | ---- | ---------------- | -------------------------- |
| 1.  | 2003年06月11日 | 埼玉県               | 埼玉スタジアム2002                 | パラグアイ       | △0-0 | ジーコ           | キリンカップ               |
| 2.  | 2003年06月18日 | サンドニ             |                                    | ニュージーランド | ○3-0 | ジーコ           | コンフェデレーションカップ |
| 3.  | 2003年06月20日 | サンテティエンヌ     |                                    | フランス         | ●1-2 | ジーコ           | コンフェデレーションカップ |
| 4.  | 2003年06月22日 | サンテティエンヌ     |                                    | コロンビア       | ●0-1 | ジーコ           | コンフェデレーションカップ |
| 5.  | 2003年08月20日 | 東京都               | 国立霞ヶ丘競技場陸上競技場         | ナイジェリア     | ○3-0 | ジーコ           | キリンチャレンジカップ     |
| 6.  | 2003年09月10日 | 新潟県               | 新潟スタジアム                     | セネガル         | ●0-1 | ジーコ           | キリンチャレンジカップ     |
| 7.  | 2003年10月11日 | ブカレスト           |                                    | ルーマニア       | △1-1 | ジーコ           | 国際親善試合               |
| 8.  | 2003年11月19日 | 大分県               | 大分スポーツ公園総合競技場         | カメルーン       | △0-0 | ジーコ           | キリンチャレンジカップ     |
| 9.  | 2003年12月04日 | 東京都               | 国立霞ヶ丘競技場陸上競技場         | 中華人民共和国   | ○2-0 | ジーコ           | 東アジア選手権             |
| 10. | 2003年12月07日 | 埼玉県               | 埼玉スタジアム2002                 | 香港             | ○1-0 | ジーコ           | 東アジア選手権             |
| 11. | 2003年12月10日 | 神奈川県             | 横浜国際総合競技場                 | 韓国             | △0-0 | ジーコ           | 東アジア選手権             |
| 12. | 2004年02月07日 | 茨城県               | 茨城県立カシマサッカースタジアム   | マレーシア       | ○4-0 | ジーコ           | キリンチャレンジカップ     |
| 13. | 2004年02月12日 | 東京都               | 国立霞ヶ丘競技場陸上競技場         | イラク           | ○2-0 | ジーコ           | 国際親善試合               |
| 14. | 2004年02月18日 | 埼玉県               | 埼玉スタジアム2002                 | オマーン         | ○1-0 | ジーコ           | ワールドカップ予選         |
| 15. | 2004年03月31日 | シンガポール         |                                    | シンガポール     | ○2-1 | ジーコ           | ワールドカップ予選         |
| 16. | 2004年04月25日 | ザラエジェルツェグ   |                                    | ハンガリー       | ●2-3 | ジーコ           | 国際親善試合               |
| 17. | 2004年04月28日 | プラハ               |                                    | チェコ           | ○1-0 | ジーコ           | 国際親善試合               |
| 18. | 2004年05月30日 | マンチェスター       |                                    | アイスランド     | ○3-2 | ジーコ           | 国際親善試合               |
| 19. | 2004年06月01日 | マンチェスター       |                                    | イングランド     | △1-1 | ジーコ           | 国際親善試合               |
| 20. | 2004年06月09日 | 埼玉県               | 埼玉スタジアム2002                 | インド           | ○7-0 | ジーコ           | ワールドカップ予選         |
| 21. | 2004年07月09日 | 広島県               | 広島広域公園陸上競技場             | スロバキア       | ○3-1 | ジーコ           | キリンカップ               |
| 22. | 2005年01月29日 | 神奈川県             | 横浜国際総合競技場                 | カザフスタン     | ○4-0 | ジーコ           | キリンチャレンジカップ     |
| 23. | 2005年05月22日 | 新潟県               | 新潟スタジアム                     | ペルー           | ●0-1 | ジーコ           | キリンカップ               |
| 24. | 2005年05月27日 | 東京都               | 国立霞ヶ丘競技場陸上競技場         | アラブ首長国連邦 | ●0-1 | ジーコ           | キリンカップ               |
| 25. | 2005年08月03日 | 大田                 |                                    | 中華人民共和国   | △2-2 | ジーコ           | 東アジア選手権             |
| 26. | 2005年08月07日 | 大邱                 |                                    | 韓国             | ○1-0 | ジーコ           | 東アジア選手権             |
| 27. | 2005年10月08日 | リガ                 |                                    | ラトビア         | △2-2 | ジーコ           | 国際親善試合               |
| 28. | 2005年10月12日 | キエフ               |                                    | ウクライナ       | ●0-1 | ジーコ           | 国際親善試合               |
| 29. | 2006年02月18日 | 静岡県               | 静岡県小笠山総合運動公園スタジアム | フィンランド     | ○2-0 | ジーコ           | キリンチャレンジカップ     |
| 30. | 2006年03月30日 | 大分県               | 大分スポーツ公園総合競技場         | エクアドル       | ○1-0 | ジーコ           | キリンチャレンジカップ     |
| 31. | 2006年05月13日 | 埼玉県               | 埼玉スタジアム2002                 | スコットランド   | △0-0 | ジーコ           | キリンカップ               |
| 32. | 2006年05月30日 | レバークーゼン       |                                    | ドイツ           | △2-2 | ジーコ           | 国際親善試合               |
| 33. | 2006年06月04日 | デュッセルドルフ     |                                    | マルタ           | ○1-0 | ジーコ           | 国際親善試合               |
| 34. | 2006年06月12日 | カイザースラウテルン |                                    | オーストラリア   | ●1-3 | ジーコ           | ワールドカップ             |
| 35. | 2006年06月22日 | ドルトムント         |                                    | ブラジル         | ●1-4 | ジーコ           | ワールドカップ             |
| 36. | 2006年08月09日 | 東京都               | 国立霞ヶ丘競技場陸上競技場         | ブラジル         | ○2-0 | イビチャ・オシム | キリンチャレンジカップ     |
| 37. | 2006年08月16日 | 新潟県               | 新潟スタジアム                     | イエメン         | ○2-0 | イビチャ・オシム | アジアカップ予選           |
| 38. | 2006年09月03日 | ジッダ               |                                    | サウジアラビア   | ●0-1 | イビチャ・オシム | アジアカップ予選           |
| 39. | 2006年09月06日 | サヌア               |                                    | イエメン         | ○1-0 | イビチャ・オシム | アジアカップ予選           |
| 40. | 2007年06月01日 | 静岡県               | 静岡県小笠山総合運動公園スタジアム | モンテネグロ     | ○2-0 | イビチャ・オシム | キリンカップ               |

## 出演

### CM
- カブドットコム証券
- 花王

### テレビドラマ
- オールドルーキー第1話（2022年6月26日 、TBSテレビ）- サッカー監修

### 中継解説
- フジテレビジョン系におけるサッカー日本代表関係の試合、JリーグYBCルヴァンカップ（地上波で放映された決勝戦のほか、CS放送・フジテレビONE、スポーツライブ+などを含む）

### 情報・バラエティ
- どき生らいぶ→YOU!どきっ（山口朝日放送）- ロケコーナー「つぼさんぽ」に出演